# برایان جی.مارسدن
برایان جی. مارسدن (انگلیسی: Brian G. Marsden; زاده ۵ اوت ۱۹۳۷ - درگذشته ۱۸ نوامبر ۲۰۱۰) ستاره‌شناس بریتانیایی رئیس طولانی مدت مرکز سیارات کوچک (سیارکها و دنباله‌دارها) در مرکز اخترفیزیک هاروارد-اسمیتسونین (رئیس معاف از خدمت از سال ۲۰۰۶ تا ۲۰۱۰) بود.

## تحصیلات
مارسدن در مدرسهٔ پرسه در کمبریج، در نیو کالج آکسفورد و دانشگاه ییل تحصیل کرد.